# Беляночка амурская
Беляночка амурская, или беляночка горошковая амурская (лат. Leptidea amurensis), — вид дневных бабочек из семейства белянок (Pieridae).

## Описание
Длина переднего крыла 19—26 мм. Размах крыльев 37—48 мм. Вершина удлиненного переднего крыла изогнуто-заостренная. Фоновая окраска крыльев белая. Вершина переднего крыла самцов весенней формы лишь несколько затемнена серым напылением. У самца летней формы тёмное пятно является чётко отделенным от края крыла белым фоном. Нижняя сторона заднего крыла самцов весенней формы серовато-жёлтая с белой полоской, которая пересекает крыло от корня до внешнего края. Задние крылья самцов летней формы целиком белого цвета. Вершина переднего крыла у самок является не столь явственно изогнутой. У самок летней формы на вершине переднего крыла лишь немного заметны один-два светло-серых штриха. Самки весенней формы целиком белые.

## Ареал
Россия (Хабаровский край, Приморский край, Якутия, Забайкалье, Южная Сибирь), Япония (Хоккайдо, Хонсю, Кюсю), Монголия, Китай, полуостров Корея.
Бабочки населяют луга, луговые степи и лесные поляны.

## Биология
Развивается за год в двух поколениях. Время лёта бабочек весенней формы: в мае — июне, летней формы: в июле — августе. Самки после спаривания откладывают яйца по одному на листья кормовых растений из семейства бобовых. Гусеницы развивается на бобовых. Гусеницы окукливаются на стеблях растений. Куколка летней формы светло-зеленого цвета; зимующая куколка светло-коричневого цвета.